# Evil Dead: Regeneration
Evil Dead: Regeneration è un videogioco basato sulla saga La casa (Evil Dead nell'originale inglese). Non è legato al precedente titolo Evil Dead: A Fistful of Boomstick, ed è ambientato dopo la fine del secondo film, ma viene ignorato il finale originale di quest'ultimo: nel gioco, infatti, il protagonista non viene trasportato indietro nel tempo, ma internato in un manicomio.

## Trama
Il gioco inizia con un flashback di Ash Williams che spiega di essere rinchiuso in un manicomio a causa del demone che combatté in passato. Nel flashback si ritrova nella casa in cui lo combatté, attaccato da orde di zombie. Ad un certo punto il demone lo attacca e lo possiede, facendolo diventare più muscoloso e forte. Tornato al presente, si vede il direttore del manicomio dove è rinchiuso il protagonista che effettua degli strani esperimenti sul Necronomicon, risvegliando di nuovo i morti. Toccherà di nuovo ad Ash ristabilire l'ordine con il suo fucile e la sua motosega, insieme ad un aiutante un po' impacciato.

## Accoglienza
La rivista Play Generation lo classificò come il quarto titolo splatter più nauseante tra quelli disponibili su PlayStation 2.